# Kamienna Dolinka

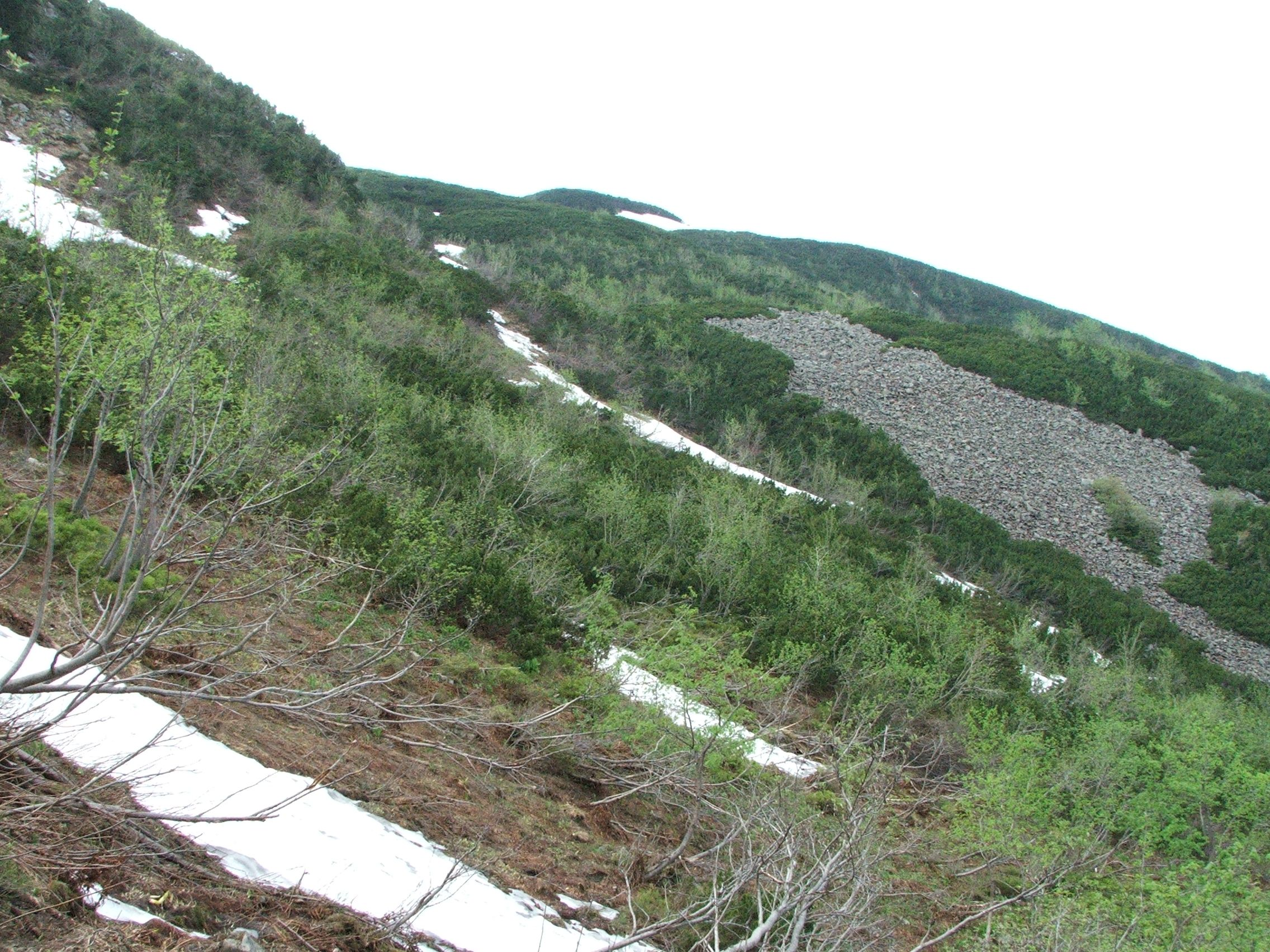
Widok z Akademickiej Perci na Kamienną Dolinkę

Kamienna Dolinka – niewielka dolinka w masywie Babiej Góry w Beskidzie Żywiecko-Orawskim. Znajduje się pod północnym urwiskiem Kościółków, spod których, opada do niej szeroki żleb.
Dno Kamiennej Dolinki zasłane jest wielkimi głazami, wśród których znajduje się niewielkie wywierzysko. Obecnie dolinka ta znajduje się poza szlakami turystycznymi, ale w latach 1951–1956, czyli w okresie najostrzejszych ograniczeń, poprowadzono tędy z Markowych Szczawin tzw. Perć Wojsk Ochrony Pogranicza na grzbiet Kościółków. W tym celu w kosodrzewinie wycięto ścieżkę, a w ziemiance na grzbiecie Kościółków znajdował się punkt kontrolny WOP. Tą trasą wówczas prowadził czerwony Główny Szlak Beskidzki, który starano się jak najbardziej oddalić od granicy państwowej (wówczas polsko-czechosłowackiej).
Kamienna Dolinka znajduje się w Babiogórskim Parku Narodowym, w granicach wsi Zawoja, w województwie małopolskim, w powiecie suskim, w gminie Zawoja.